# 全光菊属
全光菊属（学名：Hololeion）是菊科下的一个属，为草本植物。该属共有3种，分布于东亚。